# Economia de Belarús

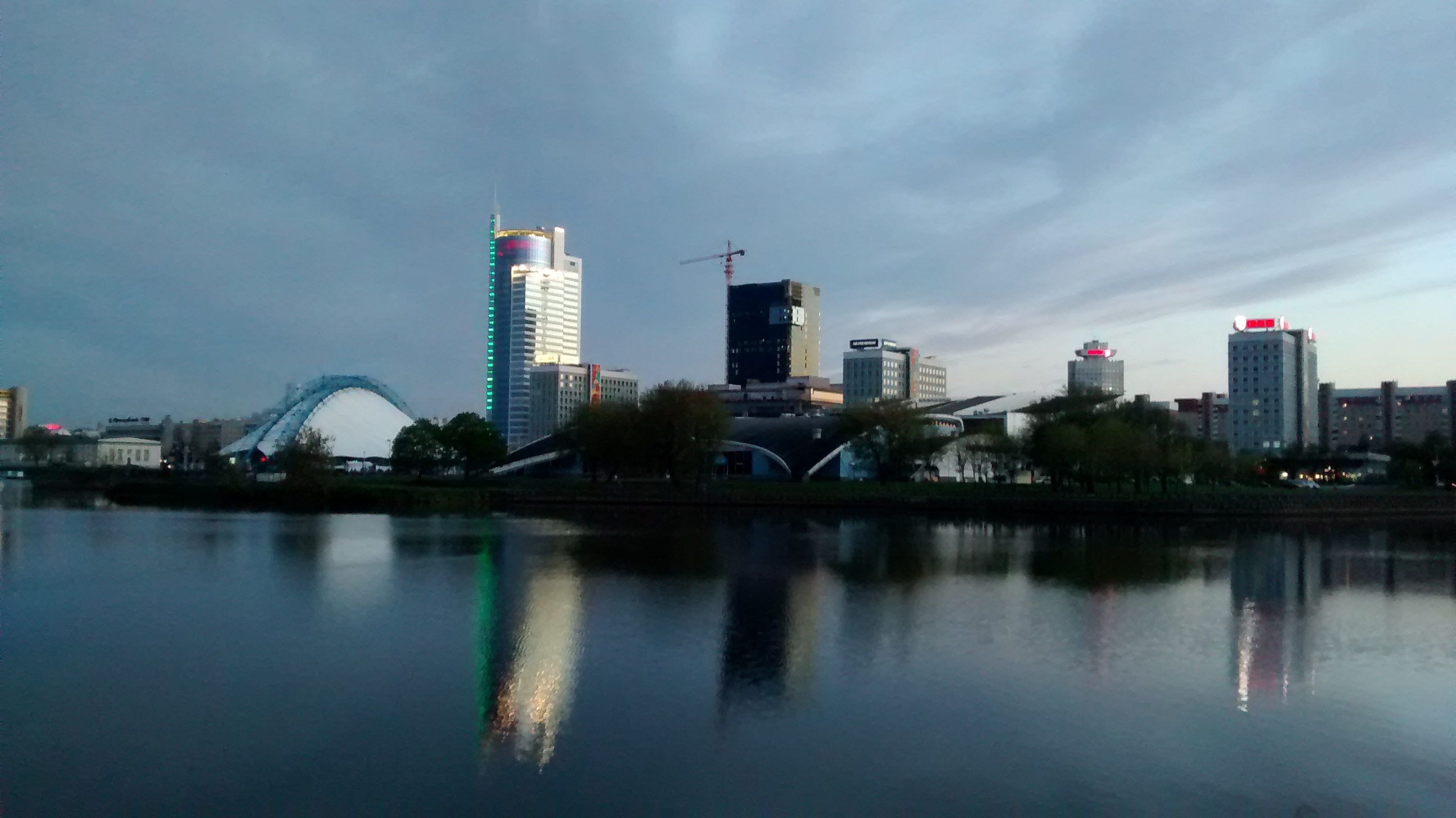
Minsk

Fins al començament dels anys 1960, l'economia de Belarús es basava tradicionalment en la agricultura, puix que fins al 1960 el 58% de la població activa treballava al sector primari. Després d'aquesta època el règim soviètic va implantar moltes indústries a la regió. La indústria va seguir fort, però ja antiga, després de la independència. Actualment el sector industrial encara representa més de 40% del PIB, però ara ja és ultrapassat, ineficient en el consum d'energia - importada de Rússia i subvencionada - i dependent del mercat de consum rus.
Belarús no és gaire rica en mineria ni en productes energètics, i endemés encara pateix els efectes de l'accident nuclear de Txernòbil i la pol·lució atmosfèrica provocada per una industrialització sense mesura i descontrolada. Pel que fa a la indústria, les principals són les mecàniques de Minsk, tèxtils a Vítsiebsk, fusteres, construcció i vidre, així com una refineria de petroli a Polatsk. Encara avui dia el 80-90% de l'economia belarussa és controlada per l'estat; els estats d'on més importa són encara Rússia (46,2%), Ucraïna (14,3%), Alemanya (9,3%), Lituània (4,3%) i Polònia (3,9%), mentre que exporta a Rússia (47%), Ucraïna (16,7%), Polònia (4,8%) i Alemanya (4,5%). Encara avui fabrica tots els camions de l'antiga URSS, però amb acer rus i ucraïnès.
En 1 de gener de 2010, Rússia, Kazakhstan i Belarús va llançar una unió duanera, amb controls unificats de comerç i codis de duana encara sota negociació.